# Jordan Knight
Jordan Nathaniel Marcel Knight (* 17. Mai 1970 in Worcester, Massachusetts) ist ein US-amerikanischer Sänger. Er ist Mitglied der Boygroup New Kids on the Block.

## Leben
Knight wurde als jüngstes von sechs Kindern geboren. Der Sohn kanadischer Eltern, Pfarrer Allan Knight und Sozialarbeiterin Marlene Putman, wuchs in Dorchester auf, einem Stadtviertel von Boston mit hoher Kriminalitätsrate und Drogenhandel. Da die Mutter regelmäßig Pflegekinder in die Familie aufnahm, lebten zeitweise bis zu 20 Personen im Haus. Im Alter von 18 Jahren entschied sich Knight, der sowohl die kanadische als auch die US-amerikanische Staatsangehörigkeit vorwies, für letztere.
Knight, dessen Eltern sich während seiner Jugendzeit scheiden ließen, besuchte zunächst die Roxbury School in Boston und wechselte im weiteren Verlauf zur Thayer Academy, einer privaten Highschool. Bereits als Kind sang er im Schul- und Kirchenchor. Zudem beherrschte er Breakdance. Gemeinsam mit seinem Bruder Jonathan Knight wurde er an der Princeton University aufgenommen, wo die Royal School of Church Music Sonderausbildungen für Jungen mit musikalischer Begabung anbot.
1984 wurde Knight im Alter von 14 Jahren zweitjüngstes Mitglied der Boygroup New Kids on the Block, mit der er Ende der 1980er, Anfang der 1990er Jahre weltweit erfolgreich war. Die Band trennte sich 1994 und schloss sich im Jahr 2008 wieder zusammen.
1999 veröffentlichte Knight sein erstes Soloalbum, das in den USA die Goldene Schallplatte erhielt. Das Album enthält den Top-Ten-Hit Give It to You, der Goldstatus erzielte. Es folgten gesundheitliche Probleme. Die erfolgreichsten Hits seiner ehemaligen Band verarbeitete Knight 2005 auf dem Album Jordan Knight Performs New Kids on the Block – The Remix Album. 2005 veröffentlichte er die EP The Fix. Im darauffolgenden Jahr entstand das Album Love Songs.
Knight ist verheiratet und Vater von zwei Söhnen.

## Diskografie (Solo)

### Alben
- Jordan Knight (6. April 1999), Interscope Records
- Jordan Knight Performs New Kids on the Block – The Remix Album (30. März 2004), Empire Musicwerks.Com/Universal
- Love Songs (12. September 2006), Element One
- Unfinished (31. Mai 2011), JK Music
- Nick & Knight (mit Nick Carter als Nick & Knight, September 2014)

### EPs
- The Fix (11. Oktober 2005), Madacy

### Singles
- Give It to You (1999)
- I Could Never Take the Place of Your Man (2000) (Autor: Prince)
- Where Is Your Heart Tonight (2005)
- Say Goodbye (Duett mit Debbie Gibson) (2006)
- Let’s Go Higher (2011)
- Stingy (feat. Donnie Wahlberg) (2011)
- One More Time (mit Nick Carter als Nick & Knight) (15. Juli 2014)